# Česká vlajka

Vlajka České republiky od roku 1993 (a Československa v letech 1920–1992)
Poměr stran: 2:3

Česká vlajka s vyznačeným poměrem stran

Česká vlajka je podle zákona o státních symbolech ČR (3/1993 Sb.) jedním ze státních symbolů České republiky. Způsob používání stanoví zákon o užívání státních symbolů (352/2001 Sb., původně 68/1990 Sb.) na domácí i mezinárodní scéně. V letech 1920 až 1992 byla stejná vlajka používána jako symbol československé státnosti včetně období nacistické okupace v letech 1938 až 1945, kdy byla používána exilovou reprezentací. Do uzákonění vlajky protektorátu Čechy a Morava byla používána okupačními a protektorátními orgány. Od 13. března 1990 do 31. prosince 1992 měla Česká republika dvojbarevnou bíločervenou vlajku, která však byla v praxi užívána jen velmi sporadicky.

## Historie

středověká heraldická korouhev Přemyslovců a Českého knížectví
středověká heraldická korouhev Českého království, resp. českých králů
vlajka Českého království (do roku 1918), Československa (1918–1920) a ČR (1990–1992)
vlajka Československa (od roku 1920: ČSR, ČSSR, ČSFR) a oficiální vlajka ČR (od roku 1993)
vlajka Protektorátu Čechy a Morava (1939–1945)

### Bikolóra

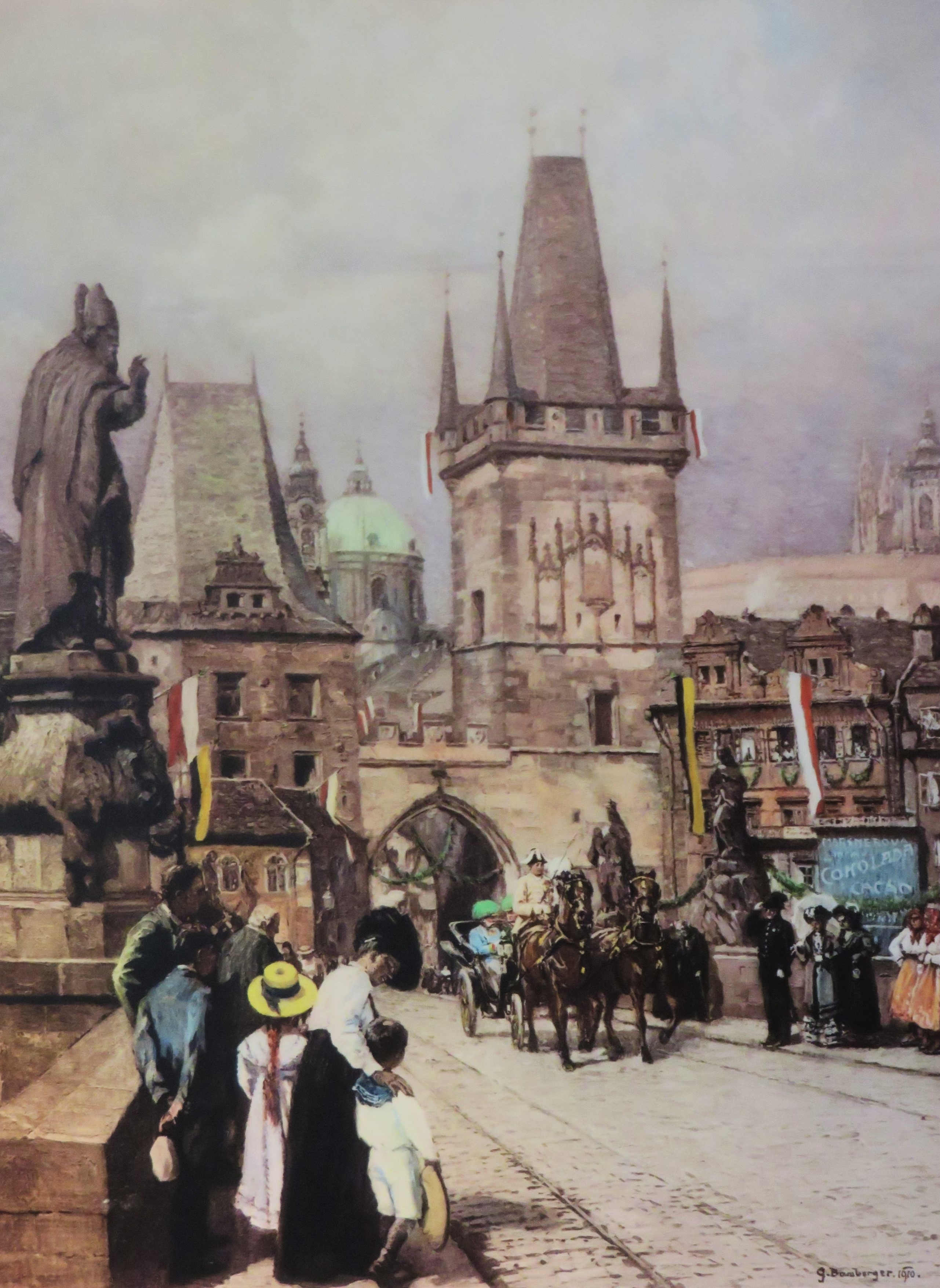
Praha ozdobená během návštěvy císaře roku 1910 vlajkami Rakouského císařství a Českého království

Historickou vlajkou Čech byla bíločervená bikolóra, podobně jako u sousedního Polska. Tato bikolóra měla svou historickou tradici v královském (státním) vojenském praporu, využívající barvy (tzv. tinktury) erbu Českého království. Podle heraldických pravidel se na českém praporu objevovala na horní polovině bílá barva (symbolizující stříbrného českého lva) a na dolní polovině červená barva (symbolizující červené pole štítu). Historické používání této bílo–červené vlajky před začátkem 19. století je však sporné. Naopak historicky doložené je používání červené korouhve s českým lvem minimálně od 13. století. Černo-žlutou bikolóru jako státní vlajku totiž přijalo Rakouské císařství až v roce 1804 a až po tomto datu se datuje vexilologické ukotvení a vytváření zemských praporů všech zemí Habsburské monarchie. První běžné užití české bílo-červené vlajky je doloženo až 7. září 1836 při pražské korunovaci Ferdinanda I. Tato bikolóra byla poté masivně rozšířena díky současně probíhajícímu národnímu obrození. V této době se v Rakouském císařství také začaly objevovat panslovanské myšlenky, které ve společnosti začaly pomalu prosazovat také slovanskou (původně ruskou) trikolóru, která obsahuje (kromě červené a bílé) rovněž modrou barvu (slovenská vlajka z roku 1848). Pro odlišení od ostatních trikolór, dělící své národní barvy ve vlajce do pruhů, bylo r. 1920 zákonem rozhodnuto, že pole přidané modré barvy bude mít tvar klínu, směřující do poloviny vlajky. Význam tohoto modrého klínu byl vyložen jako symbol Slovenska, respektive spojení české bikolóry a slovenské trikolóry.

### Československo
Po vyhlášení nezávislé a unitární Československé republiky roku 1918 vyvstal problém mít jako nezávislý stát vlajku, která by mohla stát reprezentovat ve světě. Zpočátku se používala dvojbarevná bíločervená vlajka.
Speciálně určená komise dostala na popud univerzitního profesora G. Friedricha roku 1919 úkol vytvořit návrh vlajky. Bylo vytvořeno několik návrhů, ze kterých nejvíce kladných ohlasů sklidil návrh na horizontální bikolóru, která byla doplněna modrým klínem, který sahal do 1/3 vlajky. Autorem tohoto návrhu byl státní úředník Jaroslav Kursa. Po úpravách byl klín prodloužen a sahá do 1/2 vlajky. Podoba vlajky byla následně poslanci dne 30. března 1920 v 18:45 vyhlášena a uznána a stala se oficiální vlajkou Československa na celou dobu jeho trvání, až do roku 1992. V době svého vzniku byla jednou z prvních oficiálních vlajek používajících klín na světě.

### Sporná autorství
Kursa nebyl jediným člověkem, kterému se v minulosti připisovalo autorství české vlajky. V 60. letech se například všeobecně soudilo, že jejím autorem je akademický malíř Jaroslav Jareš. Rok po jeho skonu, na podzim 1968, přinesl časopis Reportér rozhovor s vdovou po domnělém autorovi. Ta se o autorství svého muže dozvěděla údajně náhodou v roce 1933, poté co využila odchodu svého muže do kavárny, aby mu jako obvykle udělala pořádek ve věcech. Když mezi starými kresbami nalezla i několik návrhů na státní vlajku, žádala po svém muži vysvětlení, a ten se jí k autorství, které doposud důsledně tajil, přiznal. Mezi ostatními Jarešovými návrhy figuroval např. husitský motiv s černým klínem a emblémem kalicha, jenž měl dle autorových představ propojovat bojové tradice husitské s legionářskými. Výsledný – a „vítězný“ – modrý klín pak údajně znázorňoval barvu slovenských hor, neboť si Jareš jako krajinář tuto zemi oblíbil. Zpráva České vexilologické společnosti k určení autorství státní vlajky nicméně konstatuje, že v tiskovém sdělení ministerstva vnitra z roku 1920 není o Jarešovi žádná zmínka. Byť se na výstavách prací tohoto malíře od 60. let objevila kresba vlajky totožná s vítězným návrhem, není jisté, že vznikla skutečně před přijetím zákona o státní vlajce, a rozhodně neopustila malířův ateliér. Podle vexilologa Aleše Brožka, který se věnuje historii české vlajky, zas Jareš sice pravděpodobně došel ke stejnému závěru a stejné myšlence jako členové kolektivu znakové komise, nebyl však jejím členem, takže jej nelze pokládat za pravého autora.
Jiným pretendentem autorství vlajky byl americký Čech Josef Knedlhans, jenž se do Ameriky vystěhoval počátkem 20. století, byl aktivním Sokolem a údajně v roce 1918 vítal Masaryka po jeho příjezdu do New Yorku vlajkou s modrým klínem, podobnou té, jež byla přijata o dva roky později. Krom osobního tvrzení se však nedochoval žádný důkaz o pravosti autorova návrhu. Podle odborníků z dochované vlajky s modrým klínem nelze, podobně jako ve výše uvedeném případě, určit, zda byla vyrobena již v roce 1918, nebo až po přijetí zákona o státních symbolech 30. března 1920. Její exemplář byl do české muzejní budovy v Chicagu předán až v roce 1954 a rozměry jejího modrého klínu a poměr stran této vlajky navíc neodpovídají podobě přijaté roku 1920.

### Český stát v rámci federace
Česká socialistická republika, vzniklá 1. ledna 1969 v rámci federalizace Československa, nikdy neměla vlastní ústavu, znak ani vlajku – pouze k ní mohla být přiřazována první část dvojdílné federální hymny a jednotlivé prvky z dalších federálních státních symbolů.
V roce 1968 byla ustanovena komise expertů v čele s Jindřichem Šebánkem, která měla stanovit znak a vlajku České socialistické republiky. Komise navrhla zavést bíločervenou bikolóru a vrátit se k původnímu znaku českého státu. Návrhy byly připraveny až v červenci 1969. Stranické i státní orgány tehdy návrhy odložily, takže Česká socialistická republika nikdy vlastní znak a vlajku neměla.
Návrh na vydání ústavního zákona o státních symbolech České, Slovenské a Československé republiky předložil až na přelomu let 1989–1990 prezident ČSSR Václav Havel. Dne 26. ledna 1990 předsednictvo České národní rady přikázalo návrh projednat ve výborech ČNR. Vytvořená komise předložila dva návrhy znaku ČR. Autorem byl J. Dolejš, obě varianty se objevily v návrhu ústavního zákona ze 13. února 1990. Tentýž návrh popisoval i vlajku ČR jako bíločervenou bikolóru s poměrem stran 2:3. V dalších návrzích se pak objevovaly souběžně dva znaky jako tzv. malý znak a velký znak. Souběžně byla navržena i česká hymna, tvořená první částí dosavadní československé hymny. Nové státní symboly navázaly na kontinuitu původních zemských symbolů. Česká národní rada tak ústavním zákonem č. 67/1990 Sb. zavedla s účinností ode dne vyhlášení (13. března 1990) státní vlajku složenou ze dvou stejně širokých pruhů, spodního červeného a vrchního bílého, při poměru šířky vlajky k délce 2:3 (zákon č. 68/1990 Sb. stanovil pravidla pro používání státních symbolů). Polská vlajka se od této vlajky lišila pouze poměrem stran 5:8.
Při volbách v roce 1990 sice měla být u všech volebních místností vyvěšena jak československá, tak česká respektive slovenská vlajka, použití české vlajky je méně dokumentováno než použití slovenské vlajky. Česká dvojbarevná vlajka s červeným a bílým pruhem, značně podobná polské, se za dobu své platnosti vůbec nevžila a mnohde nebyla používána ani v povinných případech. Podobnost s polskou vlajkou budila i jisté kontroverze mezi polskou menšinou v Zaolší.
Slovenská národní rada ústavním zákonem č. 50/1990 Sb. zavedla vlajku tvořenou třemi stejně širokými vodorovnými pruhy, v pořadí svrchní bílý, prostřední modrý a spodní červený, s poměrem stran rovněž 2:3.

### Samostatná Česká republika

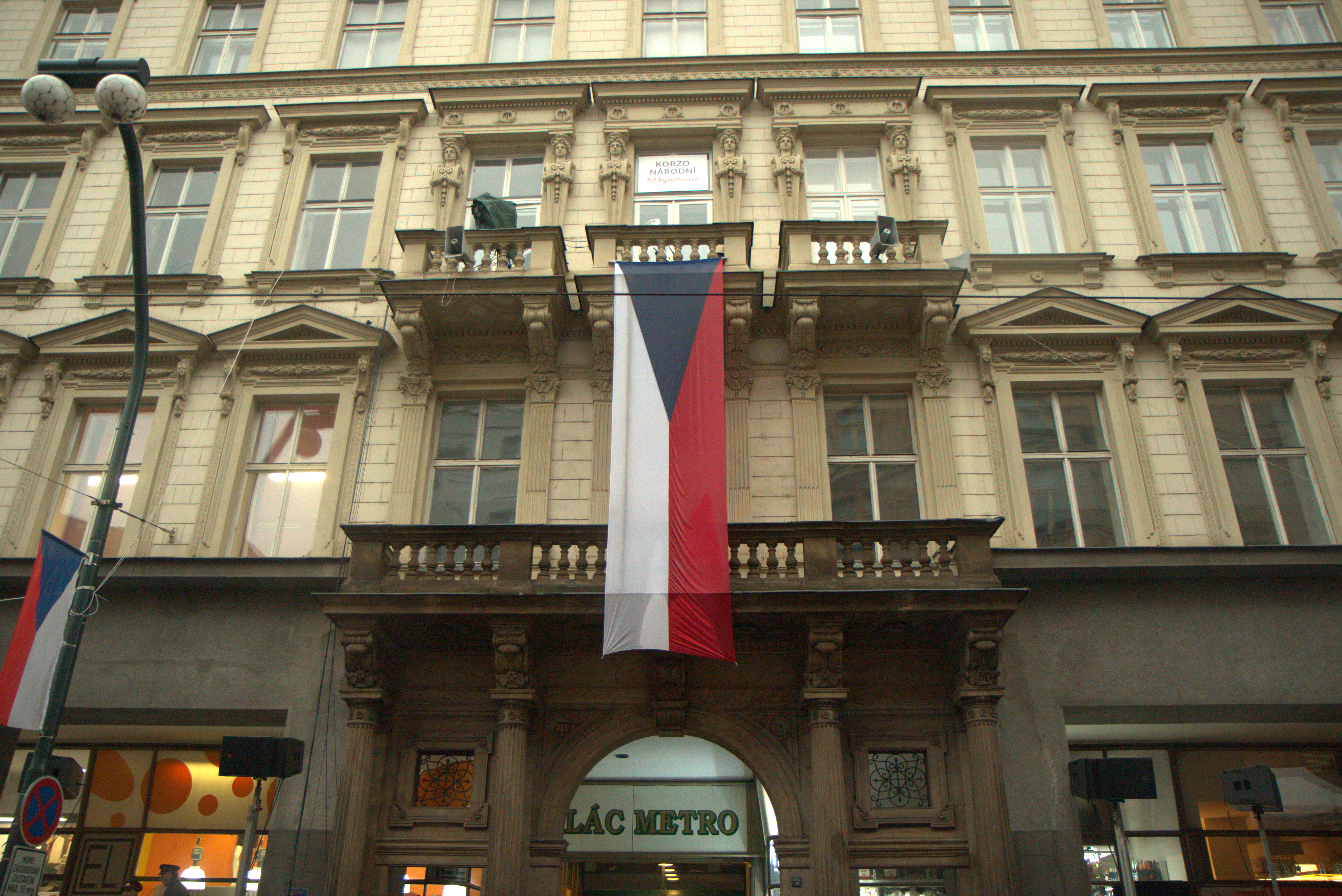
Česká vlajka vyvěšená během oslav 17. listopadu, na budově Paláce Metro, na Národní třídě.

Po zániku federativního Československa původní československou vlajku převzala Česká republika jako jeden z nástupnických států. Tento krok však byl v rozporu s dohodami mezi českou a slovenskou politickou reprezentací, které vyústily ve schválení znění čl. 3 odst. 2 ústavního zákona č. 542/1992 Sb., o zániku ČSFR („Česká republika a Slovenská republika nesmějí po zániku České a Slovenské Federativní Republiky užívat státních symbolů České a Slovenské Federativní republiky.“). Na základě tohoto ustanovení posléze nárokoval slovenský premiér Vladimír Mečiar nespecifikované kompenzace pro Slovensko za užívání československé vlajky Českem.
V čl. 112 odst. 3 ústavního zákona č. 1/1993 Sb. (Ústava ČR) je ovšem stanoveno, že až na výslovné výjimky se z dosavadních ústavních zákonů stávají běžné zákony („Ostatní ústavní zákony platné na území České republiky ke dni účinnosti této Ústavy mají sílu zákona.“). Státní symboly ČR následně byly upraveny zákonem č. 3/1993 Sb. a na základě kolizních pravidel (principu „lex posterior derogat priori“) se tedy uplatnil zákon č. 3/1993 Sb.
Pro legitimizaci barev byla modrá barva interpretována jako barva jedné z historických zemí Moravy, která pod modrou barvou v historii vystupovala na bojištích.

## Popis a výklad

Vzor svislého věšení

Původní vlajku České republiky (dvoubarevnou) zavedla Česká národní rada ústavním zákonem č. 67/1990 Sb. s účinností ode dne vyhlášení (13. března 1990). Byla složena ze dvou stejně širokých pruhů, spodního červeného a vrchního bílého, při poměru šířky vlajky k délce 2:3 (podobná polská vlajka má poměr stran 5:8).
Podobu nynější státní vlajky České republiky stanovil zákon České národní rady č. 3/1993 Sb., o státních symbolech České republiky s účinností od 1. ledna 1993. Vlajka se skládá z horního pruhu bílého a dolního pruhu červeného, mezi něž je vsunut žerďový modrý klín do poloviny délky vlajky. Poměr šířky vlajky k její délce je 2:3, zákon však výslovně umožňuje namísto státní vlajky použít její napodobeninu s odlišným vzájemným poměrem šířky a délky. Odstíny barev jsou dány pouze otištěním barevného vzoru jako přílohy číslo 3 výše zmíněného zákona, slovně v zákoně specifikovány nejsou. Avšak v polygrafickém průmyslu se používají přímé barvy škály Pantone, a to modrá 293 a červená 485.
Oficiální výklad významu barev a podoby vlajky není v zákonech obsažen. Bílá, červená a modrá samy o sobě jsou však jakožto státní barvy také státním symbolem, ač zákon nestanoví, jakými způsoby je lze používat. Červenobílá bikolóra je tradičním symbolem Čech, modrý klín býval někdy vykládán jako symbol Slovenska, po přisvojení vlajky Českou republikou jako symbol Moravy.

## Používání

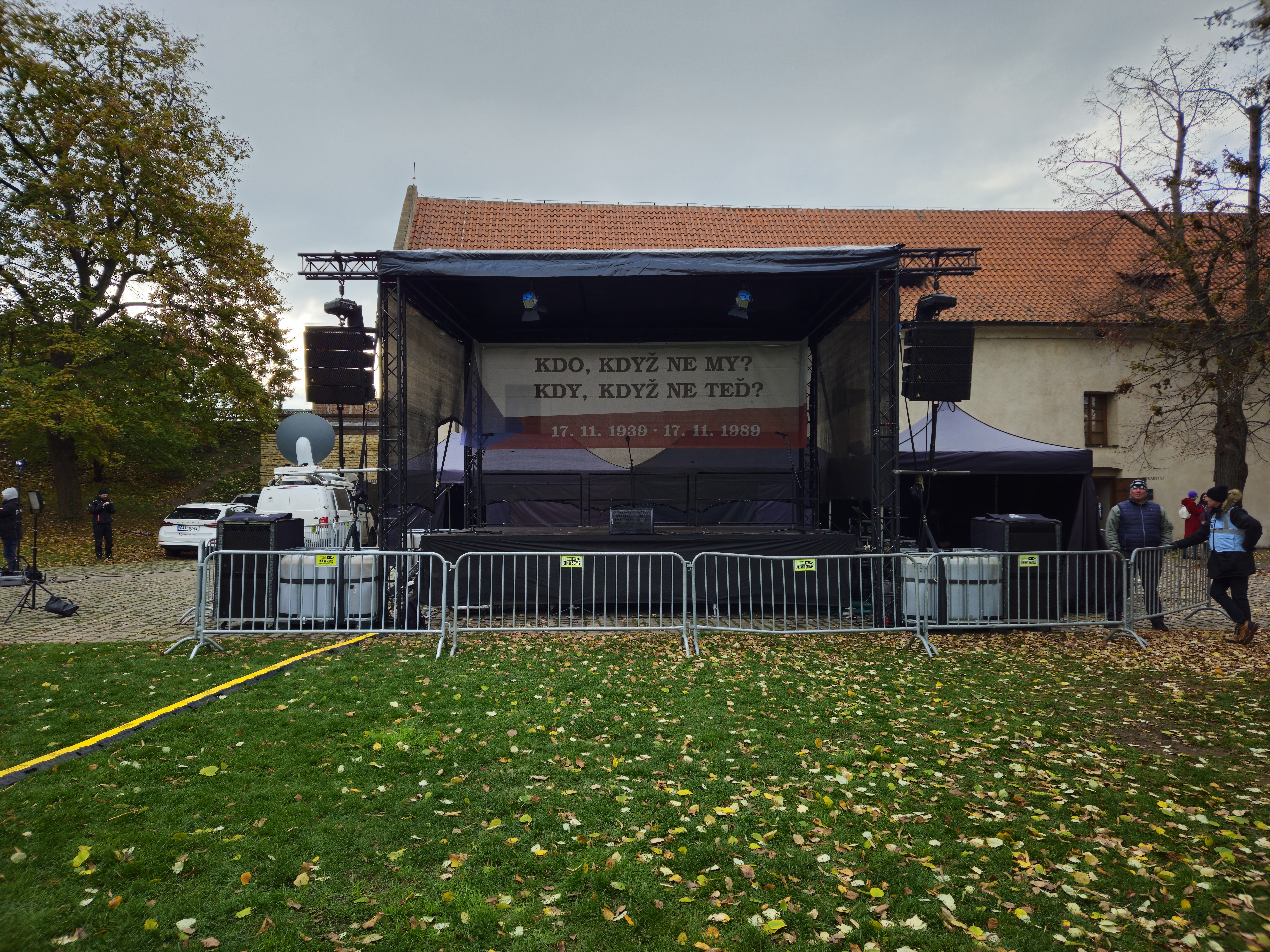
Je výslovně zakazovat (mimo jiné) na vlajku umisťovat text, ale toto se dá jednoduše obejít tím, že použije vizuálně velice podobnou napodobeninu. Fotografie vznikla na Vyšehradském purkrabství, během vzpomínkové akce uspořádané ve věci 35. výročí událostí Sametové revoluce (17.11.2024).

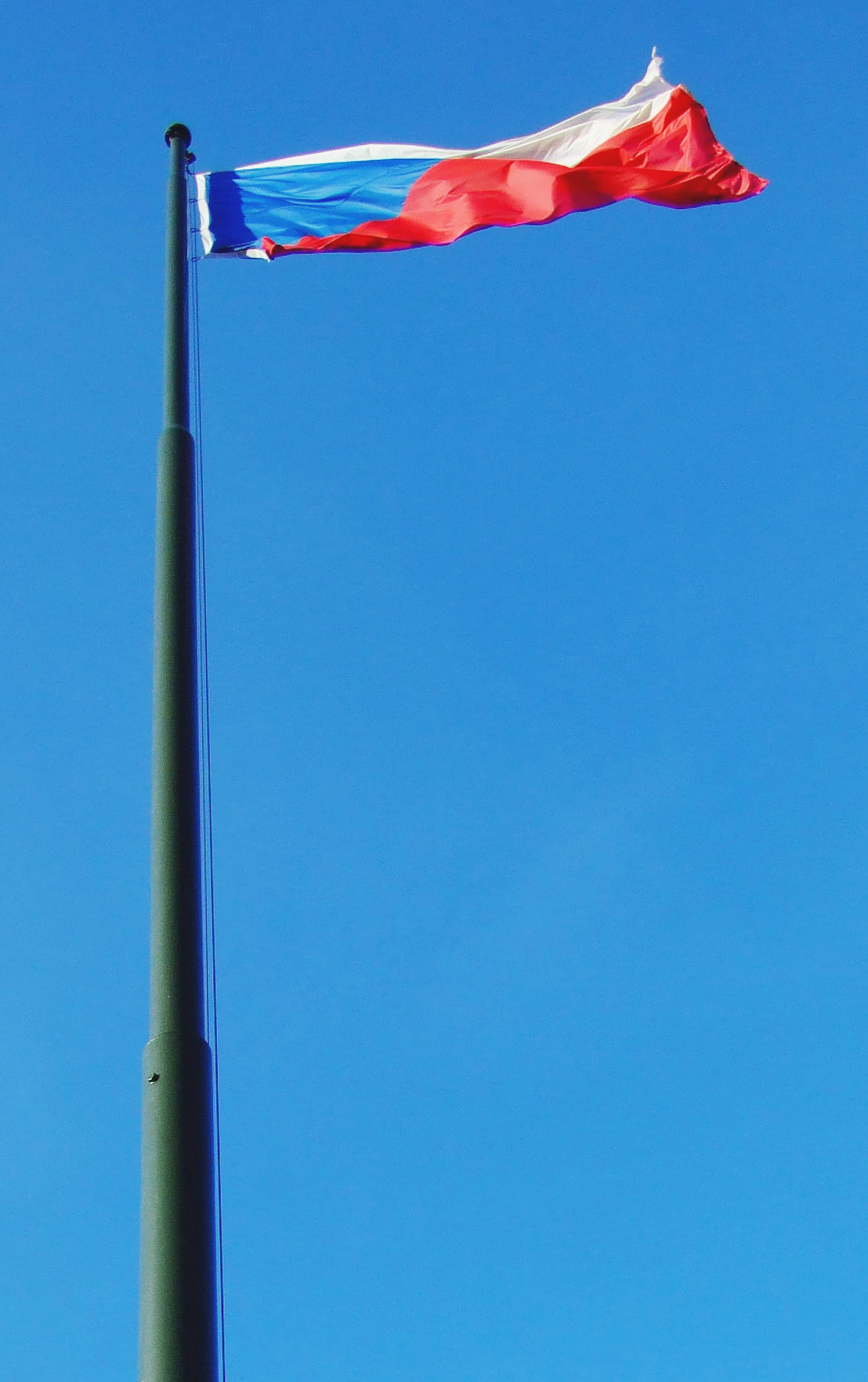
Vlajka ČR vlající v Praze na Vítkově

Prvním zákonem, který stanovil pravidla pro používání státních symbolů České republiky, byl zákon č. 68/1990 Sb., o užívání státního znaku, státní vlajky a ostatních státních symbolů České republiky. Zákon zmocňoval ministerstvo vnitra k vydání prováděcí vyhlášky. Tento zákon kontinuálně platil jak pro původní vlajku České republiky, tak i pro novou vlajku od ledna 1993, pro niž ji novelizoval zákon č. 68/1993 Sb. článkem V.
Zásady a podmínky pro používání vlajky stanoví § 7 až 9 zákona č. 352/2001 Sb., o užívání státních symbolů České republiky. Při vodorovném věšení je bílý pruh v horní části a modrý klín směřuje vpravo z pohledu pozorovatele, tj. modrý klín je v levé části a špička ukazuje doprava. Pokud se vlajka věší svisle, je bílý pruh vlevo z pohledu pozorovatele a klín směřuje vždy dolů (t. j. je v horní části). Zákon definuje „nejčestnější místo“ pro případ, že je státní vlajka vyvěšena spolu se státními vlajkami jiných států anebo jinými vlajkami. Vlajka se smí užívat jen vhodným a důstojným způsobem. Zákon stanoví i další podmínky, například zakazuje používání vlajky k zahalování desek či pomníků, zakazuje zdobení žerdi, stanoví postup vztyčování a snímání, zakazuje umisťování obrázků či symbolů do vlajky či svazování vlajky do růžice. Při užití na znamení smutku se vlajka vytáhne na vrchol žerdě a pak se pomalu spustí na půl žerdi, nesmí se však dotýkat země.
Státní orgány, územně-samosprávné celky a další subjekty vyjmenované v zákoně jsou povinny vyvěšovat (respektive podle zákona „vyvěšují“) státní vlajku (nebo její napodobeninu s odlišným poměrem stran) na budovách, v nichž sídlí, při příležitosti státních svátků a při příležitostech celostátního významu, zejména v den smutku nebo v den státního smutku, vyhlášených vládou. Podle novely č. 213/2006 Sb. vyhlašuje zvláštní příležitosti k vyvěšování vlajky vláda (dle původního znění zákona to bylo ministerstvo vnitra); zároveň byly z ustanovení vypuštěny příležitosti místního významu vyhlášené krajem nebo obcí. Podle zákona vlajková výzdoba zpravidla začíná v 16 hodin předcházejícího dne a končí v 8 hodin následujícího dne. Na budovách sídel vyjmenovaných státních orgánů a územně-samosprávných celků může být státní vlajka vyvěšena trvale (do tohoto oprávnění však nejsou zahrnuty státní fondy, školy, státní kulturní a vědecké instituce, ač se na ně vztahuje povinnost příležitostného vyvěšování). Přesné vymezení oprávněných osob však pozbývá smyslu, protože na konec je stanoveno, že všechny ostatní fyzické a právnické osoby a organizační složky státu mohou užít státní vlajku vhodným a důstojným způsobem kdykoliv.